# تاريخ رواندا

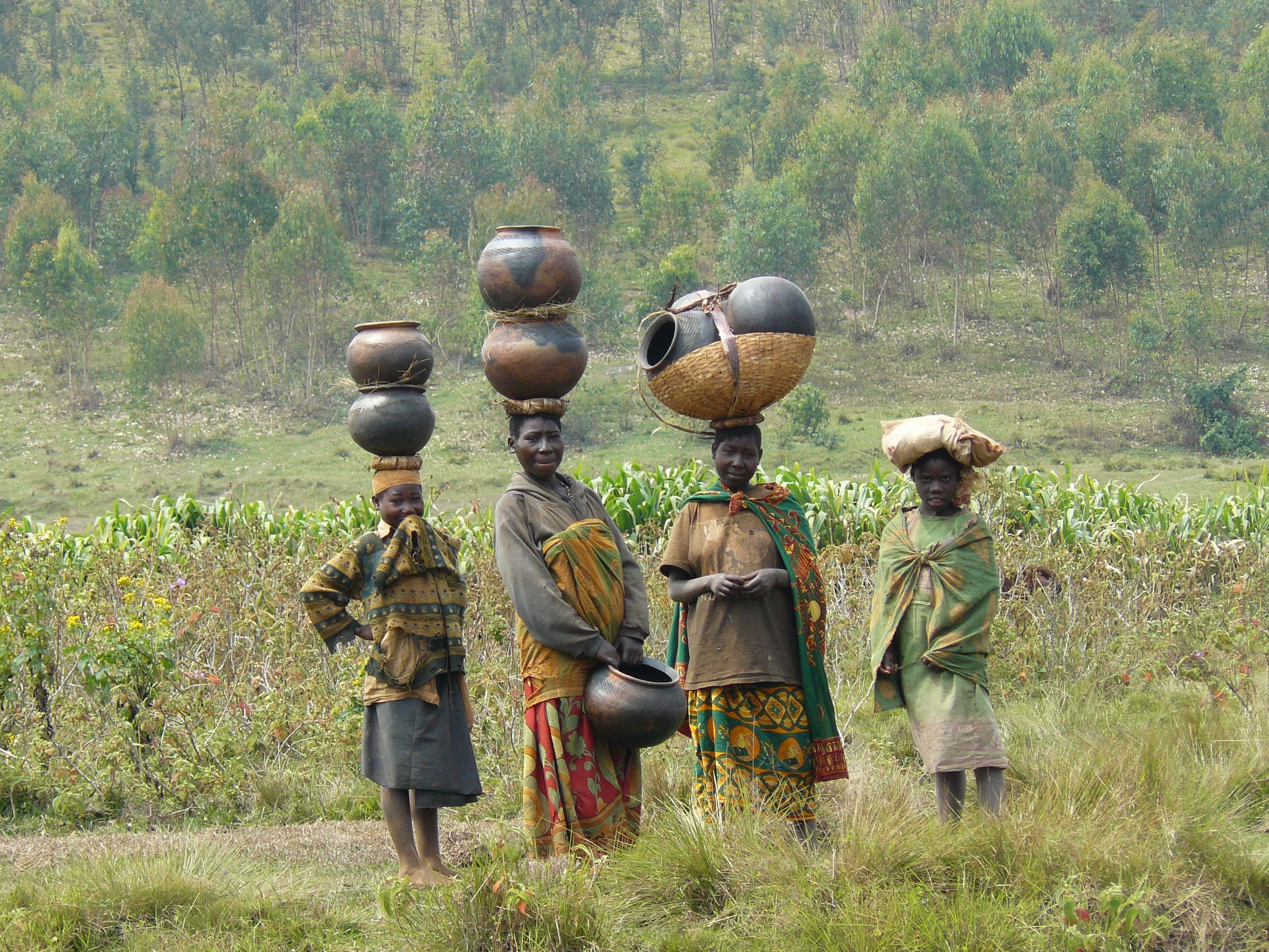
نساء توا يحملوت جرات تقليدية

يُعتقد أن الاحتلال البشري لرواندا قد بدأ بعد العصر الجليدي الأخير بوقت قصير. بحلول القرن الحادي عشر، نظم السكان في عدد من الممالك. في القرن التاسع عشر، أجرى موامي (الملك) روابوجيري من مملكة رواندا عملية استمرت عقودًا من الغزو العسكري والتوحيد الإداري، ما أدى إلى سيطرة المملكة على معظم ما يعرف الآن برواندا. تحالفت القوى الاستعمارية، ألمانيا وبلجيكا، مع البلاط الرواندي.
أدى التقارب بين المشاعر المناهضة للاستعمار والمناهضة للتوتسي إلى منح بلجيكا الاستقلال الوطني لرواندا عام 1962. وأسفرت الانتخابات المباشرة عن حكومة تمثيلية تهيمن عليها أغلبية الهوتو في عهد الرئيس جريجوار كايباندا. تفاقمت التوترات العرقية والسياسية غير المستقرة عندما استولى جوفينال هابياريمانا، الذي كان أيضًا من الهوتو، على السلطة في عام 1973. في عام 1990، غزت الجبهة الوطنية الرواندية، وهي جماعة متمردة تتألف من 10 آلاف لاجئ من التوتسي من عقود سابقة من الاضطرابات، البلاد، وبدأت الحرب الأهلية الرواندية. استمرت الحرب، ما أدى إلى تفاقم التوترات العرقية، إذ كان الهوتو يخشون خسارة مكاسبهم.
كان اغتيال هابياريمانا حافزًا على اندلاع الإبادة الجماعية عام 1994، التي قُتل فيها مئات الآلاف من التوتسي وبعض الهوتو المعتدلين، بمن فيهم رئيس الوزراء أغاثي أولينجييمانا. احتلت الجبهة الوطنية الرواندية التوتسية رواندا، وسُجن الآلاف من الهوتو في انتظار إنشاء محاكم جاكاكا. فر الملايين من الهوتو كلاجئين، وساهموا في مخيمات اللاجئين الكبيرة للهوتو في جمهورية الكونغو الديمقراطية المجاورة، حيث كان هناك بالفعل لاجئون من بلدان أخرى. حُلَّت المخيمات بواسطة غزو رعته الجبهة الوطنية الرواندية في عام 1996 والذي استبدلت الرئيس الكونغولي الجديد نتيجة حرب الكونغو الأولى. بدأ غزو ثانٍ ليحل محل الرئيس الكونغولي الجديد حرب الكونغو الثانية، وهي الحرب الأكثر دموية منذ الحرب العالمية الثانية، والتي شملت العديد من الدول الأفريقية بما في ذلك رواندا لسنوات عديدة لاحقة.

## العصر الحجري الحديث إلى العصور الوسطى
كانت أراضي رواندا الحالية خضراء وخصبة لآلاف السنين، حتى خلال العصر الجليدي الأخير، عندما كانت تُغذى جزء من غابة نيونغوي بواسطة طبقات الجليد الألبية في روينزوريس. لا يُعرف متى كانت الدولة مأهولة بالسكان لأول مرة، ولكن يُعتقد أن البشر انتقلوا إلى المنطقة بعد فترة وجيزة من العصر الجليدي، إما في العصر الحجري الحديث، منذ حوالي عشرة آلاف سنة، أو في الفترة الطويلة الرطبة التي تلت ذلك، حتى حوالي 3000 قبل الميلاد. يُعتقد عمومًا أن السكان الأوائل للمنطقة هم توا، وهم مجموعة من صيادي وجامعي غابات الأقزام، الذين لا يزال أحفادهم يعيشون في رواندا حتى اليوم.
كشفت الحفريات الأثرية التي أجريت منذ الخمسينيات فصاعدًا عن أدلة على وجود مستوطنات متفرقة من قبل الصيادين في أواخر العصر الحجري، تلاها عدد أكبر من المستوطنين في العصر الحديدي. عُثر على هذه المجموعات اللاحقة لتصنيع القطع الأثرية، بما في ذلك نوع من الفخار المدمل، وأدوات حديدية.
منذ مئات السنين، حلت هجرة مجموعة البانتو، أسلاف المجموعة العرقية الزراعية، المعروفة اليوم باسم الهوتو، محل التوا جزئيًا. بدأ الهوتو في إزالة الغابات من أجل مستوطناتهم الدائمة. إن الطبيعة الدقيقة للهجرة الرئيسية الثالثة، وهي هجرة يغلب عليها الرعاة ويعرفون باسم التوتسي، هي موضع خلاف كبير. غالبًا ما تتبع التواريخ الشفوية لمملكة رواندا أصول الشعب الرواندي منذ ما يقرب من 10 آلاف عام إلى ملك أسطوري يُدعى جيهانغا، يُنسب إليه أيضًا تشغيل المعادن وتقنيات التحديث الأخرى.

### العصور الوسطى
بحلول القرن الخامس عشر، كان العديد من الناطقين بالبانتو، بما في ذلك كل من الهوتو والتوتسي، قد نظموا أنفسهم في دول صغيرة. وفقًا لبيثويل آلان أوغوت، كان من بينهم ثلاثة على الأقل. ربما أنشِئت أقدم ولاية، والتي ليس لها اسم، من قبل سلالات رينجي لعشيرة سينجا وغطت معظم رواندا الحديثة، إلى جانب المنطقة الشمالية. كما غطت ولاية المباري التابعة لعشيرة الزيجابا (أبازيغابا) مساحة واسعة. كانت ولاية جيساكا في جنوب شرق رواندا قوية، وحافظت على استقلالها حتى منتصف القرن التاسع عشر. ومع ذلك، فإن الدولتين الأخيرتين لم يرد ذكرهما إلى حد كبير في المناقشة المعاصرة للحضارة الرواندية.

## حكم روابوغيري (القرن التاسع عشر)
في القرن التاسع عشر، أصبحت الدولة أكثر مركزية، وأصبح التاريخ أكثر دقة. استمر التوسع حتى وصل إلى شواطئ بحيرة كيفو. لم يكن هذا التوسع متعلقًا بالاحتلال العسكري بقدر ما يتعلق بالسكان المهاجرين الذين ينشرون التقنيات الزراعية الرواندية، والتنظيم الاجتماعي، وبسط السيطرة السياسية على موامي. بمجرد إنشاء هذا أنشِئت معسكرات المحاربين على طول الحدود المعرضة للخطر لمنع التوغلات. فقط ضد دول أخرى متطورة مثل جيساكا وبوجيسيرا وبوروندي كان التوسع بقوة السلاح.
في ظل النظام الملكي، تبلور عدم التوازن الاقتصادي بين الهوتو والتوتسي، وظهر عدم توازن سياسي معقد عندما تشكل التوتسي في تسلسل هرمي يهيمن عليه الموامي أو الملك. كان الملك يعامل على أنه كائن شبه إلهي، مسؤول عن جعل البلاد تزدهر. كان رمز الملك كالينجا، الطبل المقدس.
كانت قاعدة القوة الرئيسية للموامي تسيطر على أكثر من مائة عقار كبير منتشرة في جميع أنحاء المملكة. بما في ذلك حقول أشجار الموز والعديد من رؤوس الماشية، كانت العقارات أساس ثروة الحكام. أكثر العقارات المزخرفة ستكون موطنًا لإحدى زوجات الملك، حيث يصل عدد زوجات الملك إلى عشرين زوجة. وكان الموامي وحاشيته يسافرون بين هذه العقارات.
كان من المتوقع أن يكرّم كل شعب رواندا موامي؛ ويُجمعون من قبل التسلسل الهرمي الإداري التوتسي. تحت الموامي كان هناك مجلس وزاري للتوتسي من كبار الزعماء، بعضهم كان رؤساء الماشية ورؤساء الأرض وأخيراً وليس آخراً قادة الجيش. باتويري بانتيبي، بينما كان يوجد أسفلهم مجموعة من زعماء التوتسي الأصغر، الذين حكموا البلاد في معظمها في المقاطعات، وكان لكل منطقة رئيس ماشية ورئيس أراضي. جمع رئيس الماشية الجزية في الثروة الحيوانية، وجمع رئيس الأرض الجزية في الإنتاج. تحت هؤلاء الرؤساء كان رؤساء التلال ورؤساء الأحياء. كان أكثر من 95% من رؤساء التلال والأحياء من أصل التوتسي.
كان من المهم أيضًا قادة الجيش، الذين كانوا يسيطرون على المناطق الحدودية. لقد لعبوا أدوارًا دفاعية وهجومية، حيث قاموا بحماية الحدود وشن غارات على الماشية ضد القبائل المجاورة. في كثير من الأحيان، كان القائد الرواندي العظيم هو أيضًا قائد الجيش. أخيرًا، كان بيرو أو مجلس الأوصياء أيضًا جزءًا مهمًا من الإدارة. نصح البيرو الموامي بواجباته حيث تشارك قوى خارقة للطبيعة. هؤلاء الأشخاص المكرمون نصحوا أيضًا في مسائل طقوس المحكمة. كانت كل هذه المناصب من القادة العظام والقادة العسكريين وأعضاء بيرو، مجتمعة، موجودة لخدمة سلطات الموامي، ولتعزيز قيادة الملك في رواندا.